# 月城かなと
月城 かなと（つきしろ かなと、1990年12月31日 - ）は、日本の舞台女優、声優、歌手。元宝塚歌劇団月組トップスター。
神奈川県横浜市、田園調布学園高等部出身。身長172cm。愛称は「れいこ」。
所属事務所はスターダストプロモーション。

## 来歴
2007年、宝塚音楽学校入学。
2009年、音楽学校卒業後、宝塚歌劇団に95期生として入団。入団時の成績は17番。宙組公演「薔薇に降る雨／Amour それは…」で初舞台。その後、雪組に配属。
抜群の美貌とノーブルな立ち姿で注目を集め、2013年の「Shall we ダンス?」で新人公演初主演。その後も3度に渡って新人公演主演を務める。
2015年の「銀二貫」でバウホール公演初主演。
2017年の「New Wave!-雪-」で、永久輝せあとバウホール公演ダブル主演。同公演千秋楽翌日となる2月20日付で月組へと組替え。
2018年の「THE LAST PARTY」（日本青年館・ドラマシティ公演）で、月組3番手として東上公演初主演。続く愛希れいか退団公演となる「エリザベート」で、演じた男役の多くが後にトップに就いた出世役・ルキーニに抜擢。2番手スター・美弥るりかが休演した際には、代役としてフランツを演じた。
2019年の「I AM FROM AUSTRIA」より、新生月組の2番手に昇格。
2021年の「ダル・レークの恋」（TBS赤坂ACTシアター・ドラマシティ公演）で、2度目の東上公演主演。当初は自身初の全国ツアー主演作として上演が予定されていたが、新型コロナウイルス感染拡大による公演延期を経ての振替公演となった。同年8月16日付で月組トップスターに就任。95期からは礼真琴・柚香光に続く3人目のトップ誕生となり、本人の愛称が「れいこ」であることから、3人の「れい」が揃うこととなった。相手役に海乃美月を迎え、「川霧の橋／Dream Chaser」（博多座公演）で、新トップコンビお披露目。
2024年7月7日、「Eternal Voice／Grande TAKARAZUKA 110!」東京公演千秋楽をもって、宝塚歌劇団を海乃と同時退団。大劇場主演5作での卒業となった。
退団後はスターダストプロモーション所属となり、芸能活動を再開。
2024年11月17日、オフィシャルファンクラブ「KANATO TSUKISHIRO OFFICIAL FANCLUB」を開設。
2025年4月期放送の『キャスター』（TBS「日曜劇場」）で、連続ドラマ初出演。

## 人物
高校1年の時、同級生が貸してくれたビデオが朝海ひかる主演の「Romance de Paris」だった。朝海のフェアリー的な雰囲気に心臓が高鳴り、「ここに入りたい」と思いつめる。その後、生で宝塚歌劇を初観劇し、のめりこんでいく。
通っていた進学校は勉強が厳しかったが、小さな頃から自分がこうと決めたら行動するタイプだったため、「受験は1回のみ」という両親からの条件付きで音楽学校を受験。受験のためのレッスン期間はわずか3ヵ月程だったが、合格を果たした。
自身が宝塚で一番出演したかった作品が「心中・恋の大和路」で、2014年の再演ではその夢が叶い、念願の与平役を演じることとなった。

## 宝塚歌劇団時代の主な舞台

### 初舞台
- 2009年4 - 5月、宙組『薔薇に降る雨』『Amour それは…』（宝塚大劇場のみ）

### 雪組時代
- 2009年7 - 10月、『ロシアン・ブルー』 - 新人公演：パヴェル・ウソツキー（本役：紫友みれい）『RIO DE BRAVO!!（リオ デ ブラボー）』
- 2009年11 - 12月、『雪景色』（バウホール・日本青年館）
- 2010年2 - 4月、『ソルフェリーノの夜明け』 - 新人公演：御者ヘルディー（本役：奏乃はると）『Carnevale（カルネヴァーレ）睡夢（すいむ）』
- 2010年6 - 9月、『ロジェ』 - 新人公演：アイザック（本役：大湖せしる）『ロック・オン!』
- 2011年1 - 3月、『ロミオとジュリエット』
- 2011年4 - 5月、『黒い瞳』 - トマーノフ『ロック・オン!』（全国ツアー）
- 2011年7月、『灼熱の彼方〜「オデュセウス編」と「コモドゥス編」〜』（バウホール） - スプリウス
- 2011年9 - 11月、『仮面の男』 - 新人公演：ルイ13世（本役：透真かずき）『ROYAL STRAIGHT FLUSH!!』
- 2011年12 - 2012年1月、『Samourai』（ドラマシティ・日本青年館） - シモン
- 2012年3 - 5月、『ドン・カルロス』 - ハイメ、新人公演：異端審問長官（本役：奏乃はると）『Shining Rhythm!』
- 2012年7 - 8月、『双曲線上のカルテ』（バウホール・日本青年館） - ダンテ
- 2012年10 - 12月、『JIN-仁-』 - 城月鉋之助、新人公演：中岡慎太郎（本役：蓮城まこと）『GOLD SPARK!-この一瞬を永遠に-』
- 2013年2月、『若き日の唄は忘れじ』 - 犬飼兵馬『Shining Rhythm!』（中日劇場）
- 2013年4 - 7月、『ベルサイユのばら-フェルゼン編-』 - 農民、新人公演：ベルナール（本役：彩凪翔／早霧せいな）
- 2013年8 - 9月、『若き日の唄は忘れじ』 - 山根清次郎『ナルシス・ノアールII』（全国ツアー）
- 2013年11 - 2014年2月、『Shall we ダンス?』 - ダンサー、新人公演：ヘイリー・ハーツ（本役：壮一帆）『CONGRATULATIONS 宝塚!!』 新人公演初主演[24][12]
- 2014年3 - 4月、『心中・恋の大和路』（ドラマシティ・日本青年館） - 与平[23]
- 2014年6 - 8月、『一夢庵風流記 前田慶次』 - 庄司甚内、新人公演：前田慶次（本役：壮一帆）『My Dream TAKARAZUKA』 新人公演主演[23]
- 2014年10 - 11月、『パルムの僧院-美しき愛の囚人-』（バウホール） - フェランテ・パッラ
- 2015年1 - 3月、『ルパン三世 -王妃の首飾りを追え!-』 - レトー・ド・ラ・ヴィレット、新人公演：カリオストロ伯爵（本役：望海風斗）『ファンシー・ガイ!』
- 2015年5 - 6月、『アル・カポネ-スカーフェイスに秘められた真実-』（ドラマシティ・赤坂ACTシアター） - エリオット・ネス
- 2015年7 - 10月、『星逢一夜（ほしあいひとよ）』 - 細川慶勝、新人公演：天野晴興（紀之介）（本役：早霧せいな）『La Esmeralda（ラ エスメラルダ）』 新人公演主演[9]
- 2015年11月、『銀二貫』（バウホール） - 松吉（彦坂鶴之輪）／徳兵衛 バウ初主演[12][11]
- 2016年2 - 5月、『るろうに剣心』 - 四乃森蒼紫／木下弥三郎[11]
- 2016年6 - 8月、『ローマの休日』（中日劇場・赤坂ACTシアター・梅田芸術劇場） - マリオ・デ・ラーニ[注釈 1]／アーヴィング・ラドビッチ[注釈 1][12]
- 2016年10 - 12月、『私立探偵ケイレブ・ハント』 - マクシミリアン『Greatest HITS!』 初エトワール
- 2017年2月、『New Wave!-雪-』（バウホール) バウW主演[12]

### 月組時代
- 2017年4 - 5月、『瑠璃色の刻（とき）』（ドラマシティ・TBS赤坂ACTシアター） - ジャック
- 2017年7 - 10月、『All for One』 - ベルナルド
- 2017年11 - 12月、『鳳凰伝』 - バラク『CRYSTAL TAKARAZUKA-イメージの結晶-』（全国ツアー）
- 2018年2 - 5月、『カンパニー-努力（レッスン）、情熱（パッション）、そして仲間たち（カンパニー）-』 - 水上那由多『BADDY（バッディ）-悪党（ヤツ）は月からやって来る-』 - ポッキー巡査[10]
- 2018年6 - 7月、『THE LAST PARTY〜S. Fitzgerald’s last day〜』（日本青年館・ドラマシティ） - TSUKISHIRO／スコット・フィッツジェラルド 東上初主演[14][11]
- 2018年8 - 11月、『エリザベート-愛と死の輪舞（ロンド）-』 - ルイジ・ルキーニ／代役：フランツ・ヨーゼフ（本役：美弥るりか）[注釈 2][15][10]
- 2019年1月、『Anna Karenina（アンナ・カレーニナ）』（バウホール） - アレクセイ・カレーニン
- 2019年3 - 5月、『夢現無双』 - 本位田又八『クルンテープ 天使の都』[注釈 3][25]
- 2019年10 - 12月、『I AM FROM AUSTRIA-故郷（ふるさと）は甘き調（しら）べ-』 - リチャード・ラッティンガー[16]
- 2020年2月、『赤と黒』（御園座） - フーケ／コラゾフ公爵
- 2020年9 - 2021年1月、『WELCOME TO TAKARAZUKA-雪と月と花と-』『ピガール狂騒曲』 - シャルル・ジドレール
- 2021年2 - 3月、『ダル・レークの恋』（TBS赤坂ACTシアター・ドラマシティ） - ラッチマン 東上主演[17][18]
- 2021年5 - 8月、『桜嵐記（おうらんき）』 - 楠木正儀『Dream Chaser』

### 月組トップスター時代
- 2021年10 - 11月、『川霧の橋』 - 幸次郎『Dream Chaser-新たな夢へ-』（博多座） トップお披露目公演[26][19]
- 2022年1 - 3月、『今夜、ロマンス劇場で』 - 牧野健司『FULL SWING!』 大劇場トップお披露目公演[4]
- 2022年5月、『Rain on Neptune』（舞浜アンフィシアター） - シャトー・ド・カロー◆[4]
- 2022年7 - 10月、『グレート・ギャツビー』 - ジェイ・ギャツビー[27]
- 2022年11 - 12月、『ブラック・ジャック 危険な賭け』 - ブラック・ジャック『FULL SWING!』（全国ツアー）[28]
- 2023年2 - 4月、『応天の門』 - 菅原道真『Deep Sea-海神たちのカルナバル-』[29]
- 2023年6月、『DEATH TAKES A HOLIDAY』（東急シアターオーブ） - 死神[30]
- 2023年8 - 11月、『フリューゲル-君がくれた翼-』 - ヨナス・ハインリッヒ『万華鏡百景色（ばんかきょうひゃくげしき）』[31]
- 2024年1月、『G.O.A.T』（梅田芸術劇場）[32]
- 2024年3 - 7月、『Eternal Voice 消え残る想い』 - ユリウス『Grande TAKARAZUKA 110!』 退団公演[20]

### 出演イベント
- 2014年12月、タカラヅカスペシャル2014『Thank you for 100 years』
- 2015年12月、タカラヅカスペシャル2015『New Century，Next Dream』
- 2017年12月、タカラヅカスペシャル2017『ジュテーム・レビュー-モン・パリ誕生90周年-』
- 2018年12月、タカラヅカスペシャル2018『Say! Hey! Show Up!!』
- 2019年4月、美弥るりかディナーショー『Flame of Love』[33]

## 宝塚歌劇団退団後の主な活動

### コンサート
- 2024年11 - 12月、『de ja Vu』（梅田芸術劇場・KAAT神奈川芸術劇場）[34]

### 吹き替え
- 2025年3月、『白雪姫』 - 女王（ガル・ガドット）[35]

### テレビドラマ
- 2025年4 - 6月、『キャスター』（TBS） - 小池奈美[22]
- シリーズ・横溝正史短編集Ⅳ（NHK BSプレミアム4K、NHK BS）　『悪魔の降誕祭』（2025年4月24日） - 関口たまき[36]
- 2025年10 - 、『終幕のロンド -もう二度と、会えないあなたに-』（関西テレビ・フジテレビ） - 御厨彩芽[37]

### ステージ・イベント
- 2025年8月22日、  「ディズニー・オン・アイス “Magic in the Stars”」 横浜公演オープニングアクト（横浜アリーナ）[38]
- 2025年10月30日・31日、「古都の粋と清水寺を堪能する、風雅なる一夜」 ゲスト（清水寺、京都ブライトンホテル）[38]

### バラエティ番組
- 2024年11月28日、『ヒルナンデス！』 - VTRゲスト
- 2025年2月2日-9日、『林家正蔵の演芸図鑑』 - ゲスト
- 2025年6月6日、『黄金のワンスプーン！』 - スタジオゲスト
- 2025年6月12日、『ニンゲン観察バラエティ モニタリング』 - VTRゲスト
- 2025年6月13日、『知識の扉よ開け！ドア×ドアクエスト』 - VTRゲスト

### その他
- 2025年7月1日-9月28日、「スウェーデン国立美術館 素描コレクション展—ルネサンスからバロックまで」 音声ガイドナビゲーター（国立西洋美術館）[38]

## 広告・CM出演
- 2015年、『エアウィーヴ』[39]
- 2018 - 2024年、『加美乃素本舗』[40]

## 受賞歴
- 2014年、『阪急すみれ会パンジー賞』 - 新人賞[41]
- 2016年、『宝塚歌劇団年度賞』 - 2015年度新人賞[42]
- 2019年、『宝塚歌劇団年度賞』 - 2018年度努力賞[43]
- 2021年、『宝塚歌劇団年度賞』 - 2020年度努力賞[44]
- 2023年、『宝塚歌劇団年度賞』 - 2022年度優秀賞[45]
- 2023年、『阪急すみれ会パンジー賞』 - 男役賞[45]